# 田口和夫
田口 和夫（たぐち かずお、1936年2月13日 - ）は、国文学者、文教大学名誉教授。
埼玉県岩槻市末田生まれ、1958年東京教育大学国文科卒、1962年同大学院博士課程満期退学、東京都立赤羽高等学校教諭、東京学芸大学附属高等学校教諭、静岡英和女学院短期大学専任講師、助教授、教授、文教大学教授、法政大学能楽研究所所員、98年「能・狂言研究 中世文芸論考」で法政大学文学博士。2007年文教大学を定年退任、名誉教授。

## 著書
- 『狂言論考 説話からの形成とその展開』三弥井書店 三弥井選書 1977
- 『能・狂言研究 中世文芸論考』三弥井書店 1997

### 共編著
- 『岩波講座 能・狂言 狂言の世界』小山弘志,橋本朝生共著　岩波書店 1987
- 『高等学校古典I‐Ⅱ』田部井文雄共編　大修館書店 1995‐96
- 『高等学校新現代文』平岡敏夫,北原保雄共編　大修館書店 1996
- 『精選現代文』平岡敏夫,北原保雄共編　大修館書店 1999
- 『精選古典I‐Ⅱ』田部井文雄共編　大修館書店 1999‐2000
- 『叢書日本語の文化史 2 芸能の表現 説話とのかかわり』馬渕和夫と責任編集　笠間書院 2001

### 校訂
- 『貞享年間大蔵流間狂言本二種』校訂　能楽資料集成 野上記念法政大学能楽研究所編 わんや書店 1986-1988

## 参考
- 『現代日本人名録』2002